# Coniochaeta detonsa
Coniochaeta detonsa är en svampart som beskrevs av Cooke 1887. Coniochaeta detonsa ingår i släktet Coniochaeta och familjen Coniochaetaceae.   Inga underarter finns listade i Catalogue of Life.